# Гулли, Франко
Франко Гулли (итал. Franco Gulli; 1 сентября 1926, Триест — 20 ноября 2001, Блумингтон (Индиана)) — итальянский скрипач.

## Биография
Учился у своего отца, также Франко Гулли (1901—1973), который сперва учился в скрипичной школе Артуро Врама, затем в Праге у Отакара Шевчика и Яна Маржака, а по возвращении в Триест открыл собственную музыкальную школу. Окончив Триестскую консерваторию (1944), совершенствовался в Академии Киджи у Арриго Серато и в Швейцарии у Йожефа Сигети. Выступал по всему миру как солист, с 1947 года на протяжении полувека играл дуэтом с пианисткой Энрикой Кавалло, которая в 1950 года стала его женой. Кроме того, выступал в составе Итальянского струнного трио с Бруно Джуранна и Амедео Бальдовино, а затем с Джачинто Карамья. Записал «Времена года» Вивальди, концерты Бетховена, Мендельсона, Паганини, Прокофьева, с Энрикой Кавалло — все сонаты Бетховена, в составе трио — все трио Бетховена и другие произведения.
В 1995 году дуэт Гулли и Кавалло удостоен присуждаемой в Триесте Премии Святого Михаила за вклад в итальянскую музыку.
Преподавал в Академии Киджи, в Люцернской консерватории, а с 1972 года — в Индианском университете.